# Badsville
Badsville é un film canadese del 2017 diretto da April Mullen.